# گروجشچانه
گروجشچانه (به لهستانی:  Grodziszczany) یک روستا در لهستان است که در گمینا دانبرووا بیاووستوتسکا واقع شده‌است.